# Miss International Hungary 2013
A Miss International Hungary 2013 egy magyar szépségverseny, a Miss International Hungary 2013. évi rendezvénye, amelynek célja, hogy magyar versenyzőt küldjön a Miss International nemzetközi szépségversenyre. A cím jelenlegi birtokosa Ötvös Brigitta.
Magyarország ötször vett részt a nemzetközi versenyen, ahol a legjobb – és egyetlen – helyezést Ötvös Brigitta érte el 2013-ban, amikor a legjobb öt között végzett. Ez mindeddig a legkomolyabb eredmény, amelyet magyar versenyző ért el a négy nagy nemzetközi szépségverseny egyikén.
2013-tól kezdődően a Miss International licence Magyarországon új tulajdonoshoz került, ennek megfelelően új szervezők, új rendszerben bonyolították le a rendezvényt, ezúttal már nagyobb szabású rendezvénysorozat formájában. Ennek is köszönhetően a versenyt már az elejétől Magyarországon szokatlan nemzetközi figyelem kísérte.
A Miss International Hungary 2013 szépségversenyre februártól folyamatosan lehetett jelentkezni. 5 előválogatón lehetett továbbjutni az elődöntőbe. Az előválogatók 5 különböző helyszínen kerültek megrendezésre Budapesten, Szegeden és Székesfehérváron.
Az előválogatókon a döntőtől eltérő zsűri döntött a továbbjutókról: dr. Gáll Szabolcs, Bencsik Tamara énekesnő, dr. Márton Beatrix modell ügynökség tulajdonos, Rippel Ferenc és Rippel Viktor világrekorder artisták, Németh Dorottya fitneszvilágbajnok, Czeglédi Tamás marketingszakember, valamint az előválogatóknak helyszínt biztosító vendéglátó egység vezetője.

## Elődöntő
Az elődöntő helyszínét Budapest előkelő új szállodája, a Buddha-Bar Hotel Budapest adta. A 60 versenyző közül a zsűri választott ki 23 továbbjutót, egy további versenyző pedig a közönség szavazatai alapján juthatott be a 24-es döntőbe.
Az elődöntőt rendhagyó módon bonyolították le. A versenyzők ötfős csoportokban vonultak fel a zsűri elé mind fürdőruhában, mind pedig utcai ruhában. A bevonulás során a helyszín adottságai miatt a versenyzőknek minden alkalommal végig kellett vonulniuk a közönség sorai között. Ezt a rendhagyó megoldást a szervezők szándékosan alkalmazták, sőt még fokozták is, hiszen mind a bevonulás, mind a levonulás során a versenyzők libasorban is végigvonultak a közönség sorai között.
Amint kialakult a végleges, 24-es mezőny, a döntősök beköltöztek a Griff Hotelben tartott, 8 napos felkészítőtáborba. Az alapos felkészítés után az útjuk egyenes a Corinthia Hotel Budapestben megrendezett döntőre vezetett.

## Döntő
A 2013. évi verseny döntőjét Budapesten rendezték meg, a Corinthia Grand Hotelben.
A döntő lebonyolítása is rendhagyó volt, mivel a szervezők a 24 versenyzőt először mutatták meg estélyi ruhában. A lányok Markó Róbert koreográfiáját követve vonultak átöltözni az utcai ruhás körhöz, majd ezután következett a fürdőruhás bevonulás. A zsűri ezek után választott ki 12 továbbjutót, akik ismét estélyiben mutathatták meg magukat a közönségnek és a zsűrinek.

### Döntőbe jutott versenyzők
Bányai Sári, Bilácz Boglárka, Csernijenko Patrícia, Dudik Szonja, Gábor Ingrid, Gyárfás Patrícia, Hema Miriam, Horváth Gréta, Kármán Dalma, Kilián Cintia, Kopasz Leonóra, Ludman Emese, Lukács Adrienn, Lukács Réka, Lugosi Alexandra, Makk Andrea, Mihájlovics Heléna, Oláh Zita, Ötvös Brigitta, Pótári Laura, Schvarcz Réka, Tersach Vivien, Tóth Anita, Várhalmi Nóra

### Zsűri
dr. Gáll Szabolcs nemzetközi jogász, a zsűri elnöke, Kozma Klaudia szépségkirálynő, Fábián Éva sminkes, Borzi Vivien fotós, Nagy Márton stylist, Halász Éva ruhatervező, Deutsch Anita színésznő, Béres Anett, dr. Márton Beatrix modell ügynökség tulajdonos, Németh Dorottya fitneszvilágbajnok, dr. Kárász Tamás plasztikai sebész, Ligetvári Zsolt mesterfodrász, Arik Herman gyémántkereskedő, Caprice; Thomas Fischer a Corinthia Hotel Budapest igazgatója.

### Különdíjak
- Miss Talent: Gábor Ingrid
- A legkreatívabb versenyző: Horváth Gréta
- Miss Bikini: Schvarcz Réka
- Miss Net Category: Tóth Anita
- Közönségdíj: Ötvös Brigitta

Műsorvezetők: Szunai Linda, Tokár Tamás
Fellépő művészek: Rippel fivérek, Bencsik Tamara, (Németh Dorottya sérülés miatt végül nem lépett fel.)

## Nemzetközi döntő
Ötvös Brigitta a döntő után vissza is költözött a felkészítő tábornak is helyszínt adó Griff Hotelbe, ahol a szervezők folytatták felkészítését.

## Videók
- A Miss International Hungary 2013 Elődöntő hivatalos videója. youtube.com, 2013. (Hozzáférés: 2014. január 13.)
- A Miss International Hungary 2013 Döntő hivatalos videója. youtube.com, 2013. (Hozzáférés: 2014. január 13.)
- A Miss International Hungary 2013 Szépségverseny rendezvénysorozatának hivatalos összefoglaló videója. youtube.com, 2013. (Hozzáférés: 2014. január 13.)

## Külső hivatkozások
- Miss International Hungary hivatalos honlapja
- Ötvös Brigitta blogja
- Missosology.org